# Pulitzer-Preis/Memoiren oder Autobiographie
Der Pulitzer-Preis für Memoiren oder Autobiographie (Pulitzer Prize for Memoir or Autobiography) ist einer von acht amerikanischen Pulitzer-Preisen, die im Bereich Literatur, Theater und Musik vergeben werden. Mit dem Preis werden seit 2023 „herausragende Memoiren oder Autobiographien eines amerikanischen Autors“ ausgezeichnet.

## Preisträger

### 2023–2029
- 2024: Cristina Rivera Garza, Liliana’s Invincible Summer: A Sister’s Search for Justice (Hogarth)
- 2023: Hua Hsu, Stay True (Doubleday)